# Abadía de Kells

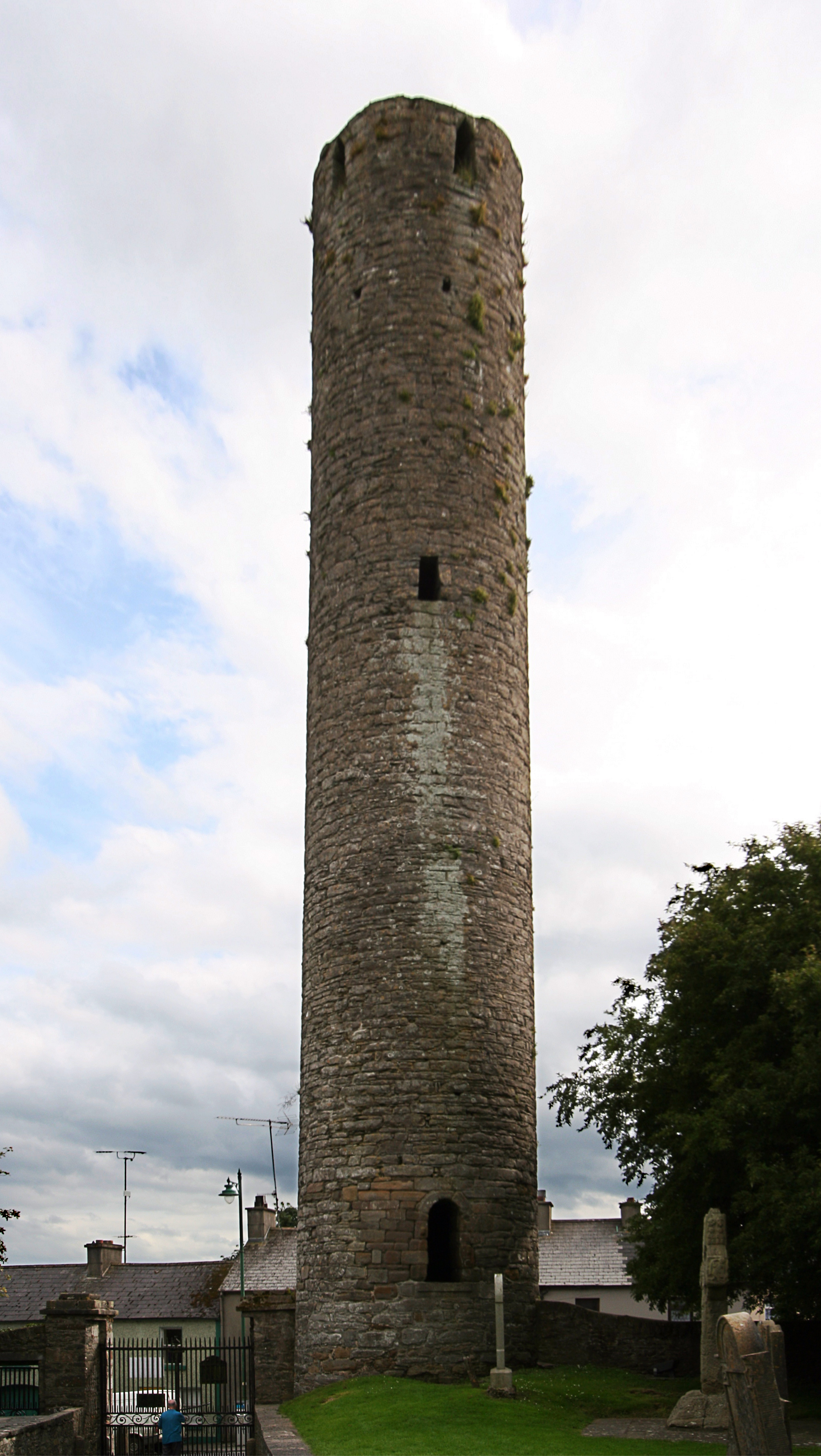
Torre circular del monasterio.

La Abadía de Kells (inglés:Kells priory) es un antiguo monasterio localizado en Kells (Condado de Meath), 60 kilómetros al norte de Dublín, Irlanda. Fue fundado a principios de siglo IX y fue el lugar donde se conservó el Libro de Kells durante la Baja Edad Media y principios de la Edad Moderna para dejar finalmente la abadía en 1650. Gran parte del Libro de Kells pudo haber sido creado allí, aunque los historiadores no conocen la fecha exacta ni las circunstancias de su creación.

## Historia
La Abadía de Kells fue fundada en primer lugar por San Columba probablemente en el año 554. Algunos historiadores se refieren a una refundación ocurrida a principios de siglo IX por monjes huidos de la abadía de Iona que había sido atacada varias veces por los vikingos. El lugar era una antigua fortificación irlandesa. En 814, Cala, Abad de Iona, se retiró a Kells. Después de varias incursiones vikingas, el santuario de San Columba fue trasladado a la Abadía de Kells. Los historiadores no están seguros si el Libro de Kells pudo haber sido empezado en Iona y terminado en Kells o si se escribió en su totalidad en Kells por sucesivas generaciones de monjes.
Hubo continuas incursiones vikingas en la abadía durante el siglo X y fue repetidamente saqueada. A pesar de ello, los monjes consiguieron mantener el Libro de Kells intacto hasta 1006, cuando fue robado del santuario. Existe una referencia en los Anales de Ulster que se cree referida al robo de Libro de Kells y que relata como el manuscrito fue devuelto después de dos meses sin la cubierta. Los daños causados al quitarle las cubiertas probablemente expliquen la pérdida de ilustraciones al principio y final del libro.

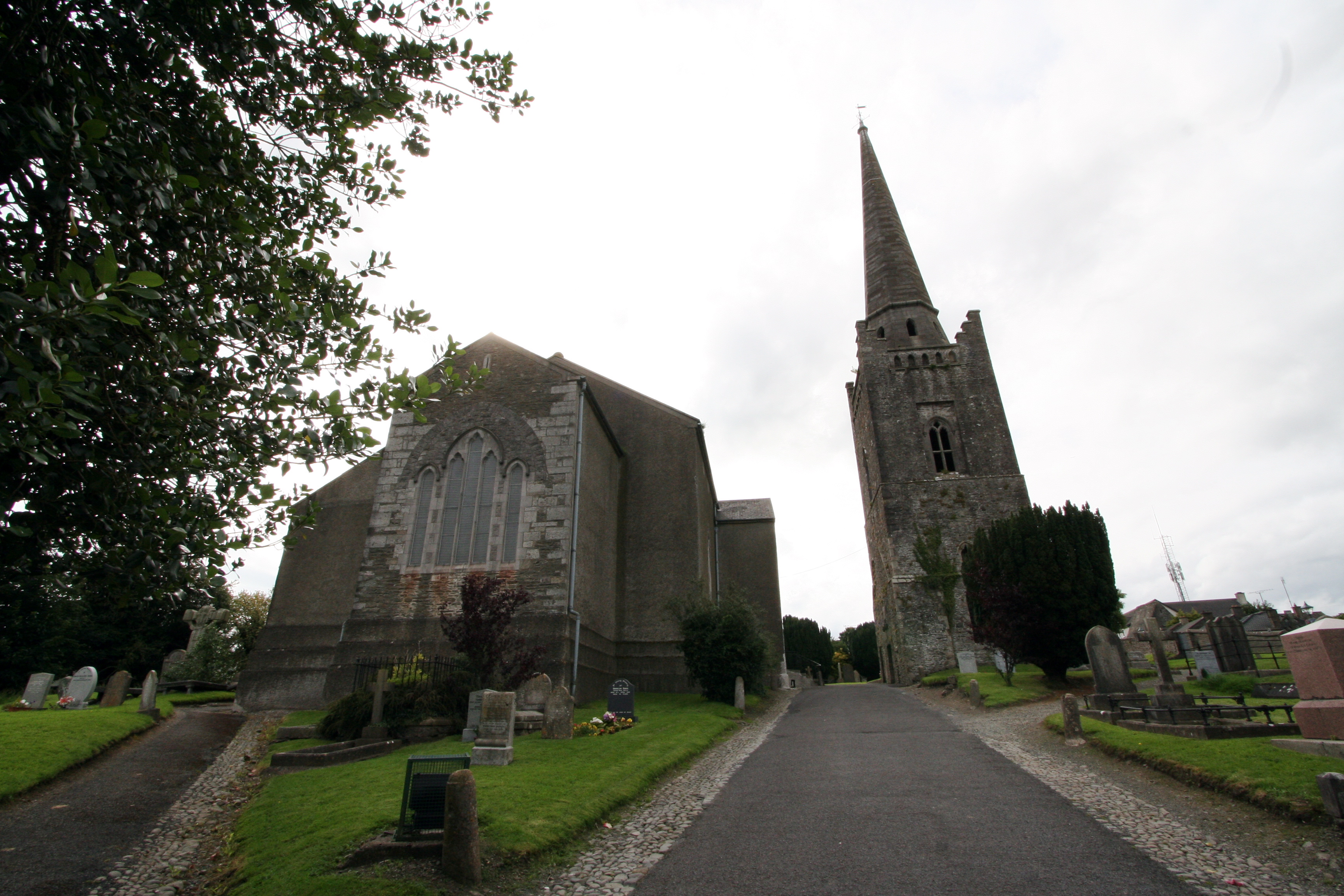
La iglesia y el cementerio de Kells.

En el siglo XII el monasterio fue disuelto y la abadía se convirtió en parroquia, continuando allí el Libro de Kells. El terreno fue adquirido por terratenientes católicos.
El libro permaneció en Kells hasta 1650 cuando las tropas de Cromwell acamparon en la ciudad, siendo enviado a Dublín para protegerlo. En 1661, el Libro de Kells terminó en el Trinity College donde está desde entonces.

## Cementerio

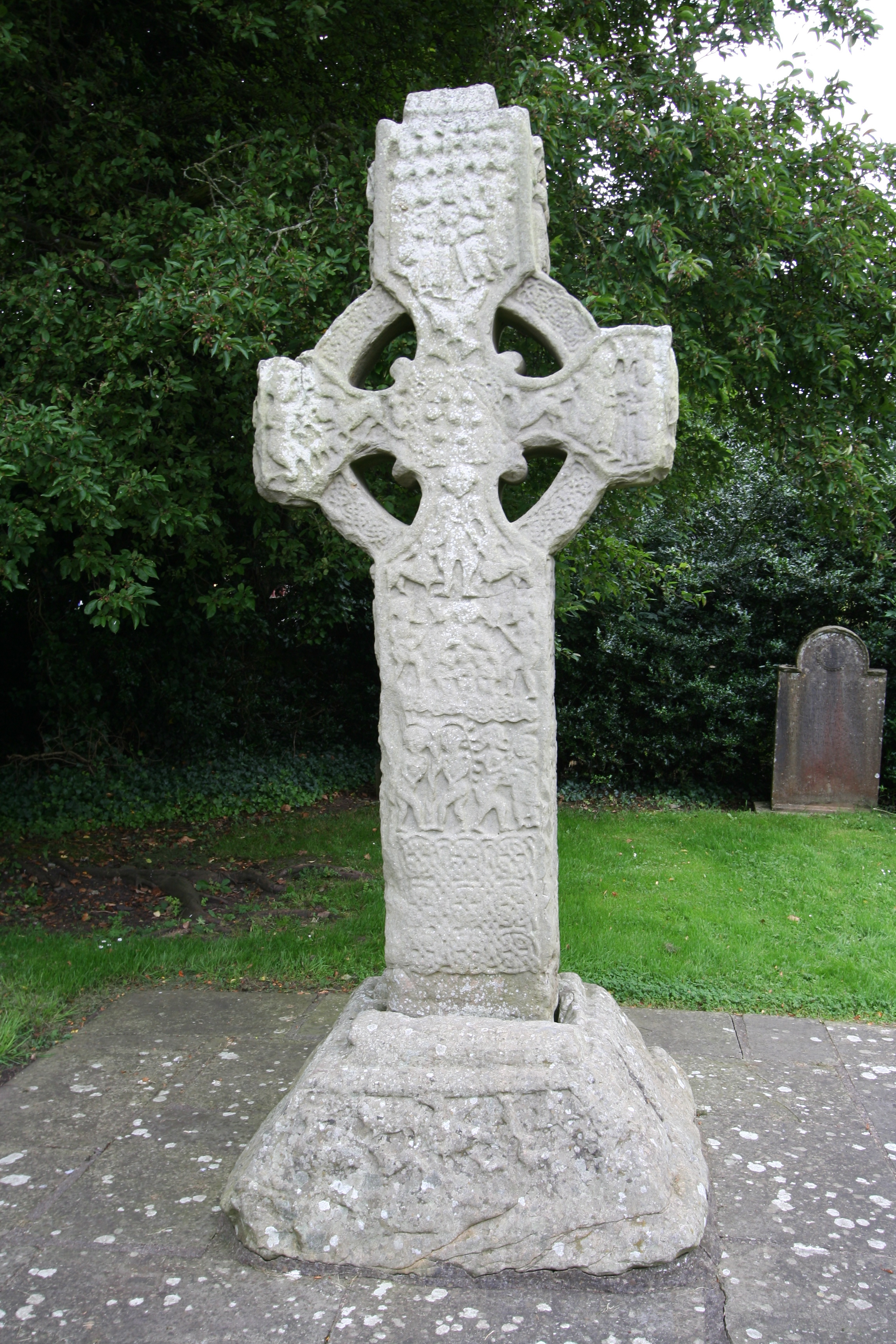
La gran cruz celta de San Patricio y Columbano.

En el terreno que circunda a la iglesia está situado un cementerio. El cementerio tiene como elementos destacables una gran torre circular y cuatro grandes cruces.
- La Torre circular: La torre tiene una altura de treinta metros y data del siglo X. Hoy en día carece del tejado cónico. La construcción data de al menos 1076, año en el que el rey de Tara, Muircheartach Maelsechnaill fue asesinado en ella.

### Cruces
Dentro del recinto del cementerio se pueden encontrar cuatro grandes cruces. Estas cruces se denominan west cross, north cross, cruz de San Patricio y Columbano y la east cross.
- La west cross: Está situada en el límite del cementerio y son destacables los relieves que representan el bautismo de Jesús, la caída de Adán, el juicio de Salomón y el arca de Nohé.
- La north cross: Hoy en día está casi desaparecida y sólo se conserva la piedra de la base.
- La cruz de San Patricio y Columbano: Es la cruz mejor conservada del cementerio y se encuentra en las inmediaciones del cementerio. En la base se puede leer la inscripción:«Patrici et Columbae Crux». Los relieves representan a Daniel en la cueva del león, la caldera ardiente, la expulsión de Adán y una motivo de caza. En la otra parte de la cruz están representados el Juicio Final, la Crucifixión de Cristo y un carro con sus carreteros y un perro a su lado.
- La east cross: Es una cruz inacabada pues posee varios paneles sin esculpir. Dentro de la parte acabada cabe destacar un conjunto de cuatro figuras en uno de sus brazos y un grabado que representa la crucifixión de Cristo.

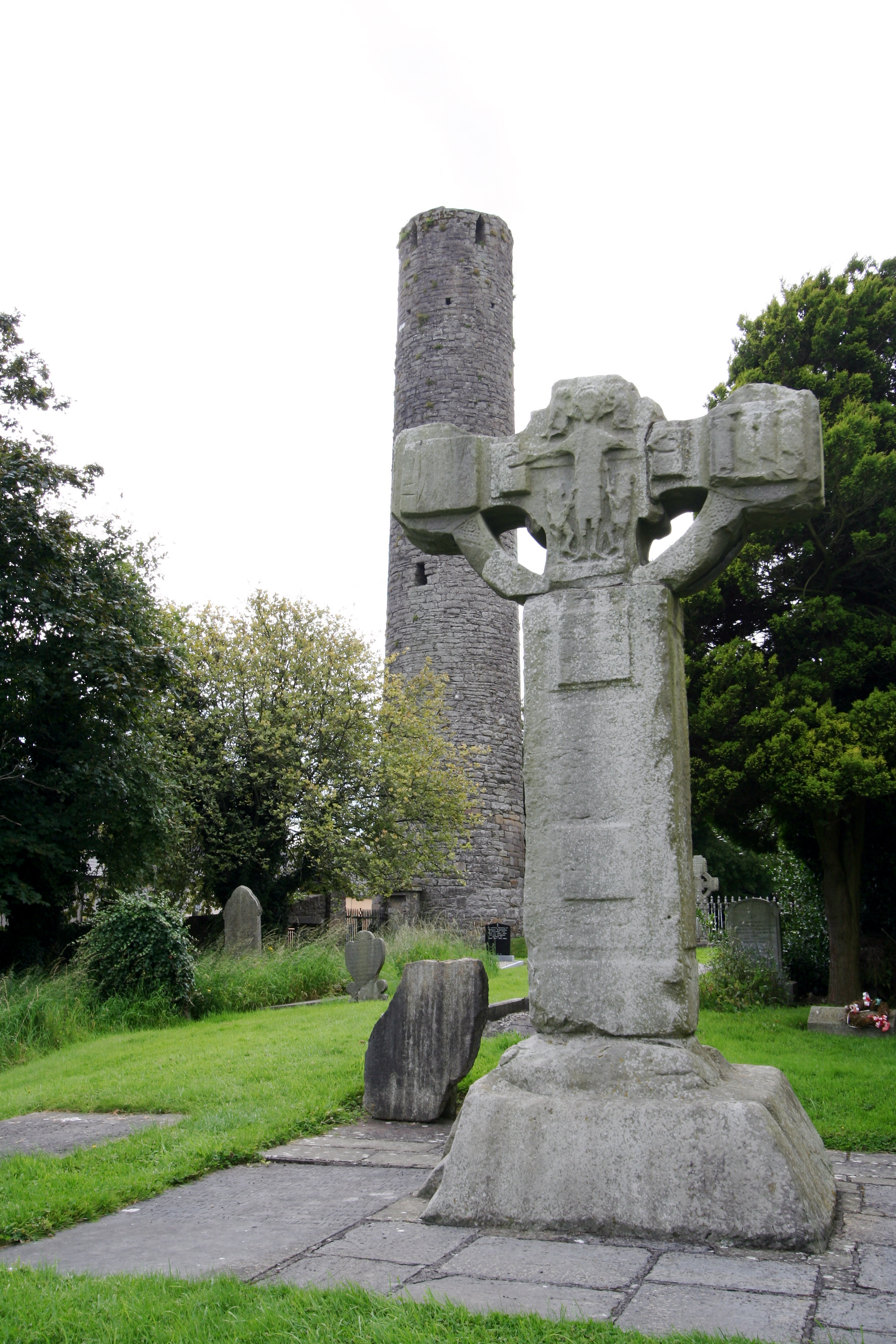
La gran cruz celta de East Cross.